# 30 by Ella
30 by Ella è il trentasettesimo album della cantante jazz Ella Fitzgerald, pubblicato dalla Capitol Records nel 1968.
L'album è composto di 6 medley su un totale di 36 brani arrangiati da Benny Carter. Questo album è stata l'ultima registrazione fatta per Capitol Records. L'album successivo, Misty Blue, è stato inciso verso la fine del 1967.

## Tracce
Lato A
1. - My Mother's Eyes (L. Wolfe Gilbert, Abel Baer)
  - Try a Little Tenderness (Harry M. Woods, Jimmy Campbell and Reg Connelly)
  - I Got It Bad (and That Ain't Good) (Paul Francis Webster, Duke Ellington)
  - Everything I Have Is Yours (Harold Adamson, Burton Lane)
  - I Never Knew (I Could Love Anybody Like I'm Loving You) (Tom Pitts, Raymond B. Egan, Roy Marsh, Paul Whiteman)
  - Goodnight My Love (Mack Gordon, Harry Revel) – 12:21

Lato B
Bonus track riedizione 2000
1. Hawaiian War Chant (Ralph Freed, Leleiohaku, Ray Noble) – 2:18